# Arapaçu-rabudo
O arapaçu-rabudo (nome científico: Deconychura longicauda) é uma espécie de ave da família dos furnariídeos (Furnariidae) e subfamília dos dendrocolaptíneos (Dendrocolaptinae). É monotípico dentro do gênero Deconychura, mas anteriormente este gênero também incluía o arapaçu-de-garganta-pintada (Certhiasomus stictolaemus).

## Etimologia
Arapaçu deriva do tupi guirá, "ave", -pa-, "bater", e -açu, "grande". O nome genérico vem do grego antigo deka, "dez", onux, onukhos, "garras" e oura, "cauda". O epíteto específico langicauda vem do latim longus, "longo", e cauda, "cauda".
O nome arapaçu-rabudo foi selecionado como nome vernáculo técnico para a espécie pelo Comitê Brasileiro de Registros Ornitológicos (CBRO) em 2021.

## Distribuição e habitat
O arapaçu-rabudo tem um alcance extremamente grande, podendo ser encontrada na Bolívia, Brasil (Amapá, Amazonas, Pará e Roraima), Colômbia, Costa Rica, Equador, Guiana Francesa, Guiana, Honduras, Panamá, Peru, Suriname e Venezuela. Os seus habitats naturais são as florestas subtropicais ou tropicais húmidas de baixa altitude e igapós, onde ocorre entre 400 e 1 700 metros, embora seja mais comuns por volta dos 500 metros.

## Taxonomia
Entre os arapaçus, o arapaçu-rabudo é geneticamente o mais próximo do arapaçu-oliva (Sittasomus griseicapillus). Sete subespécies são reconhecidas.
- D. l. typica Cherrie, 1891 – Costa Rica e oeste do Panamá
- D. l. darienensis Griscom, 1929 – leste do Panamá
- D. l. menor Todd, 1919 – norte da Colômbia
- D. l. longicauda ( Pelzeln, 1868) – Guianas e norte do Brasil
- D. l. connectens Zimmer, JT, 1929 – leste da Colômbia e sul da Venezuela até o leste do Equador, leste do Peru e noroeste do Brasil
- D. l. pallida Zimmer, JT, 1929 – sudeste do Peru, norte da Bolívia e sudoeste do Brasil
- D. l. zimmeri Pinto, 1974 – centro do Brasil

## Conservação
Em 2020, a União Internacional para a Conservação da Natureza (UICN / IUCN) classificou o arapaçu-rabudo como pouco preocupante em sua Lista Vermelha, considerando sua ampla distribuição. O tamanho da população não foi quantificado, mas acredita-se que não se aproxime dos limites para vulnerável sob o critério de tamanho da população. Apesar do fato de que a tendência populacional parece estar diminuindo, acredita-se que o declínio não seja suficientemente rápido para se aproximar dos limiares para vulnerável sob o critério de tendência populacional (>30% de declínio ao longo de dez anos ou três gerações). A espécie é ameaçada por destruição e alteração de seu habitat natural. Em 2007, a subespécie D. l. zimmeri foi classificada como em perigo na Lista de espécies de flora e fauna ameaçadas de extinção do Estado do Pará; em 2018, a espécie foi classificada como pouco preocupante na Lista Vermelha do Livro Vermelho da Fauna Brasileira Ameaçada de Extinção do Instituto Chico Mendes de Conservação da Biodiversidade (ICMBio).